# Isabel Bongard

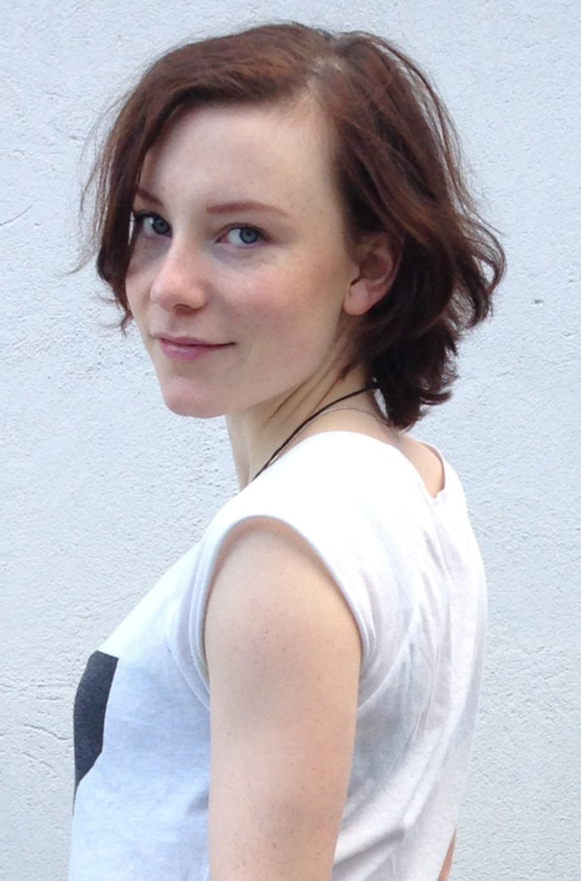
Isabel Bongard, Februar 2014

Isabel Bongard (* 24. Dezember 1991) ist eine deutsche Schauspielerin.

## Leben
Isabel Bongard ist die Tochter der bildenden Künstlerin und Autorin Katrin Bongard und die ältere Schwester von Amber Bongard und Leonard Carow. 2001 hatte sie ihren ersten Auftritt als Kinderdarstellerin in der Fernsehserie Anja & Anton. Danach wirkte sie in weiteren Fernsehfilmen sowie im Kurzfilm In Liebe, Dein Konrad mit, bevor sie 2005 im Thriller Antikörper eine Nebenrolle bekam. Im Jahr darauf verkörperte sie die Filmtochter von Nina Hoss im Spielfilm Leben mit Hannah. Weitere Auftritte in Fernsehserien wie Polizeiruf 110, Unter Verdacht und Der Kriminalist folgten. In der Fortsetzung Wolff – Kampf im Revier der erfolgreichen Sat.1-Kriminalserie Wolffs Revier spielte sie 2012 die Assistentin Nele im Morddezernat an der Seite von Stephan Luca.
Mit ihren Geschwistern stand Bongard 2004 in der Folge Große Liebe aus der Fernsehreihe Tatort vor der Kamera. 2009 erhielten Amber und Isabel Bongard die Rolle der Gisla als 11- beziehungsweise 15-Jährige im Historiendrama Die Päpstin unter der Regie von Sönke Wortmann.
Zudem nahm Bongard über einen Zeitraum von 15 Jahren Tanzunterricht in den Formen Ballett, Stepptanz und Modern Dance.

## Filmografie (Auswahl)
- 2001: Anja & Anton – Kanalarbeiter (Fernsehserie)
- 2002: Unser Papa, das Genie (auch: Nur Beamen ist schöner)
- 2003: In Liebe, Dein Konrad
- 2003: Ein Gauner namens Papa
- 2003: Ein Vater für Klette
- 2003: Schloss Einstein – Folge 254
- 2004: Tatort – Große Liebe (Fernsehreihe)
- 2005: Löwenzahn – Die Reise ins Abenteuer
- 2005: Antikörper
- 2005: Polizeiruf 110 – Vergewaltigt (Fernsehreihe)
- 2006: Leben mit Hannah (auch: Hannah)
- 2007: Unter Verdacht – Das Geld anderer Leute (Fernsehreihe)
- 2008: Ein einfacheres Leben (Ett enklare liv)
- 2009: Das total verrückte Wochenende
- 2009: Die Päpstin
- 2009: Sieben Tage
- 2011: Dreileben – Eine Minute Dunkel
- 2011: Der Kriminalist – Zwischen den Fronten (Fernsehserie)
- 2011: Notruf Hafenkante – Im Bunker (Fernsehserie)
- 2012: Wolff – Kampf im Revier (Fernsehserie)
- 2012: Mittlere Reife
- 2012: Ein Fall für zwei – Mord im Taunus (Fernsehserie)
- 2013: Tod einer Polizistin
- 2013: Tod an der Ostsee
- 2013: Notruf Hafenkante – Einsatz für Wolle (Fernsehserie)
- 2013: Polizeiruf 110 – Der verlorene Sohn (Fernsehreihe)
- 2013: Polizeiruf 110 – Wolfsland (Fernsehreihe)
- 2013: SOKO Leipzig – Klassenclown (Fernsehserie)
- 2014: Heiter bis tödlich: Hauptstadtrevier – Schönheit hat ihren Preis (Fernsehserie)
- 2014: Herzensbrecher – Vater von vier Söhnen – Lost & Found (Fernsehserie)
- 2015: Mit dem Mut der Verzweiflung (als Rena Birnhack)
- 2015: Mordshunger – Verbrechen und andere Delikatessen: Wilder Westen (Fernsehfilm zur Serie)
- 2016: Neues aus Büttenwarder – Laborette (Fernsehserie)
- 2017: Heldt – Killtube (Fernsehserie)
- 2017: Die Kanzlei – Irrungen (Fernsehserie)
- 2017: Morden im Norden – Kinder des Lichts (Fernsehserie)
- 2019: In aller Freundschaft – Die jungen Ärzte – Einen Schritt vor, zwei zurück (Fernsehserie)
- 2023, 2024: In aller Freundschaft – Kindeswohl, Vertrauen ist gut, Vollgas (Fernsehserie)

## Auszeichnungen
- 2012: Hessischer Fernsehpreis, Sonderpreis der Jury zusammen mit Sonja Gerhardt, Vincent Redetzki, Anton Rubtsov und Jannik Schümann für ihre Ensembleleistung in Mittlere Reife